# Andrzej Śliwa
Andrzej Sliwa, ps. „Hiszpan” (ur. 1939 w Rohatynie) – polski perkusista jazzowy.

## Kariera muzyczna
Brat gdańskich muzyków: basisty Aleksandra Śliwy oraz flecisty i saksofonisty Antoniego Śliwy. Debiutował w Słupsku, gdzie występował z orkiestrą cygańską (z tamtego okresu pochodzi jego pseudonim Hiszpan). Szkołę muzyczną w klasie perkusji, ukończył u prof. Rugienisa i prof. Brzeskiego. Przez pół wieku grał w zespole jazzowym Rama 111. Współpracował również z Kwintetem Benjamina Marhuli i Kwartetem Jerzego Lisewskiego. 

## Dyskografia

### Albumy
Z zespołem Rama 111: 
- 1973: Marianna Wróblewska – Byle bym się zakochała (Polskie Nagrania „Muza”)
- 1987: Sound of Gdynia
- 2012: Swingujące 3-miasto (Soliton)